# Shandong Energy
Pour les articles homonymes, voir Shandong (homonymie).
Shandong Energy est une entreprise chinoise de charbonnage basée à Jinan dans le Shandong en République populaire de Chine. C'est la 7e plus grande entreprise de charbonnage en Chine. Elle est créée par la fusion entre 6 sociétés : Xinwen Mining, Zaozhuang Mining, Zibo Mining, Feicheng Mining, Linyi Mining et Longkou Mining. Elle possède 29 mines pour une production de 108,2 millions de tonnes de charbon en 2011.